# A sebesség mértékegységei
A sebesség mértékegysége mindig a hosszúság és az idő mértékegységének a hányadosa. A tudományos életben használt SI-mértékegységrendszerben a sebesség mértékegysége a méter per másodperc (m/s), a köznapi gyakorlatban azonban a kilométer per óra (km/h) is használható. Gyakran használt sebesség egység csillagászatban a kilométer per másodperc (km/s), a hajózásban és a légiközlekedésben a csomó (kn vagy kt), angolszász területeken a mérföld per óra (mph vagy mi/h).

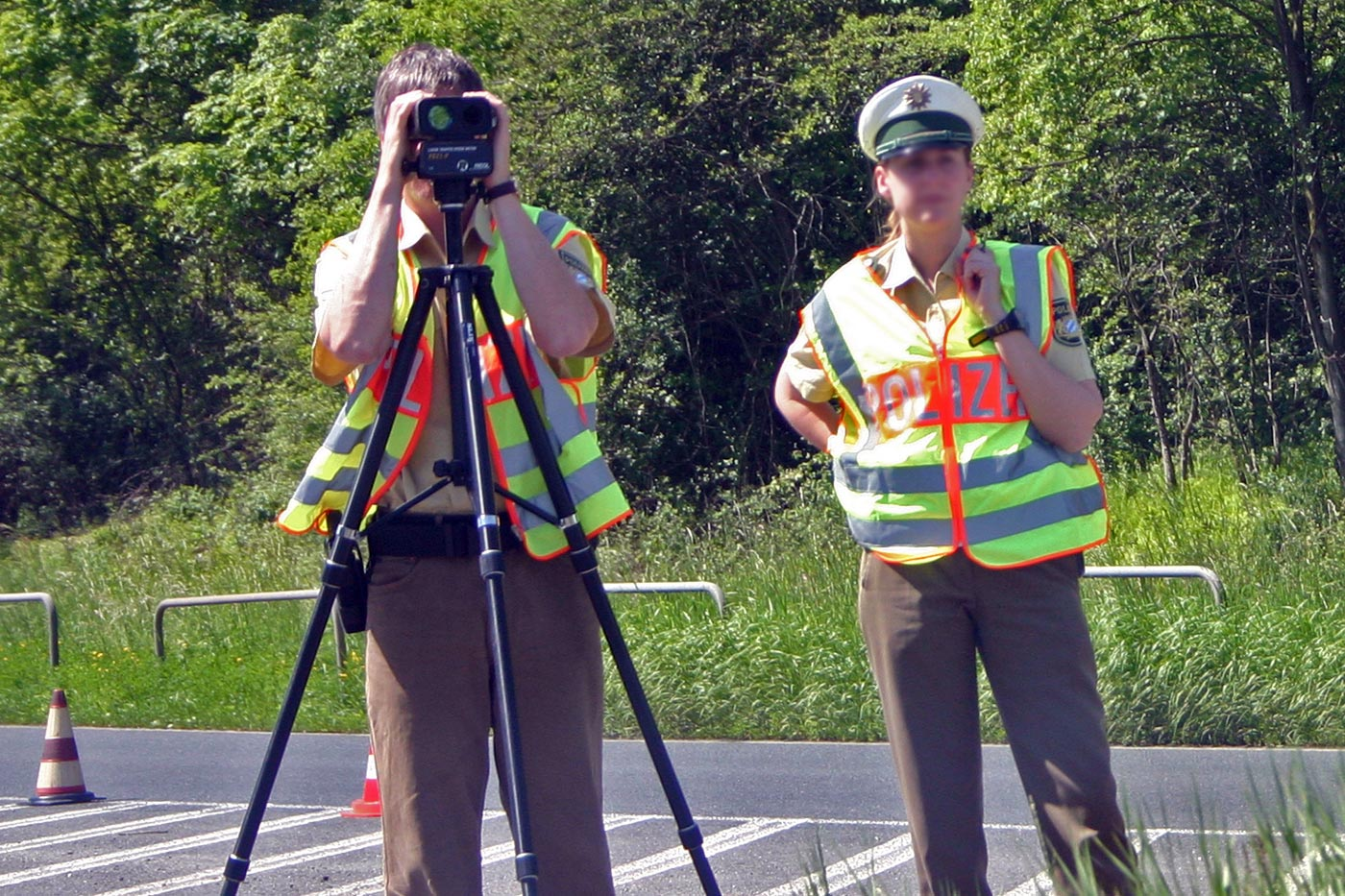
Lézeres sebességmérés közúton (traffipaxszal)

## m/s
Az SI-ben a sebesség mértékegysége a hosszúság (út) SI-egységének és az idő SI-egységének a hányadosaként méter per másodperc, jele m/s. Képlettel:
{\displaystyle \left[v\right]={\frac {\left[s\right]}{\left[t\right]}}={\frac {\mathrm {m} }{\mathrm {s} }}}
Körülbelül 1 m/s egy kényelmesen sétáló ember sebessége.

## km/h

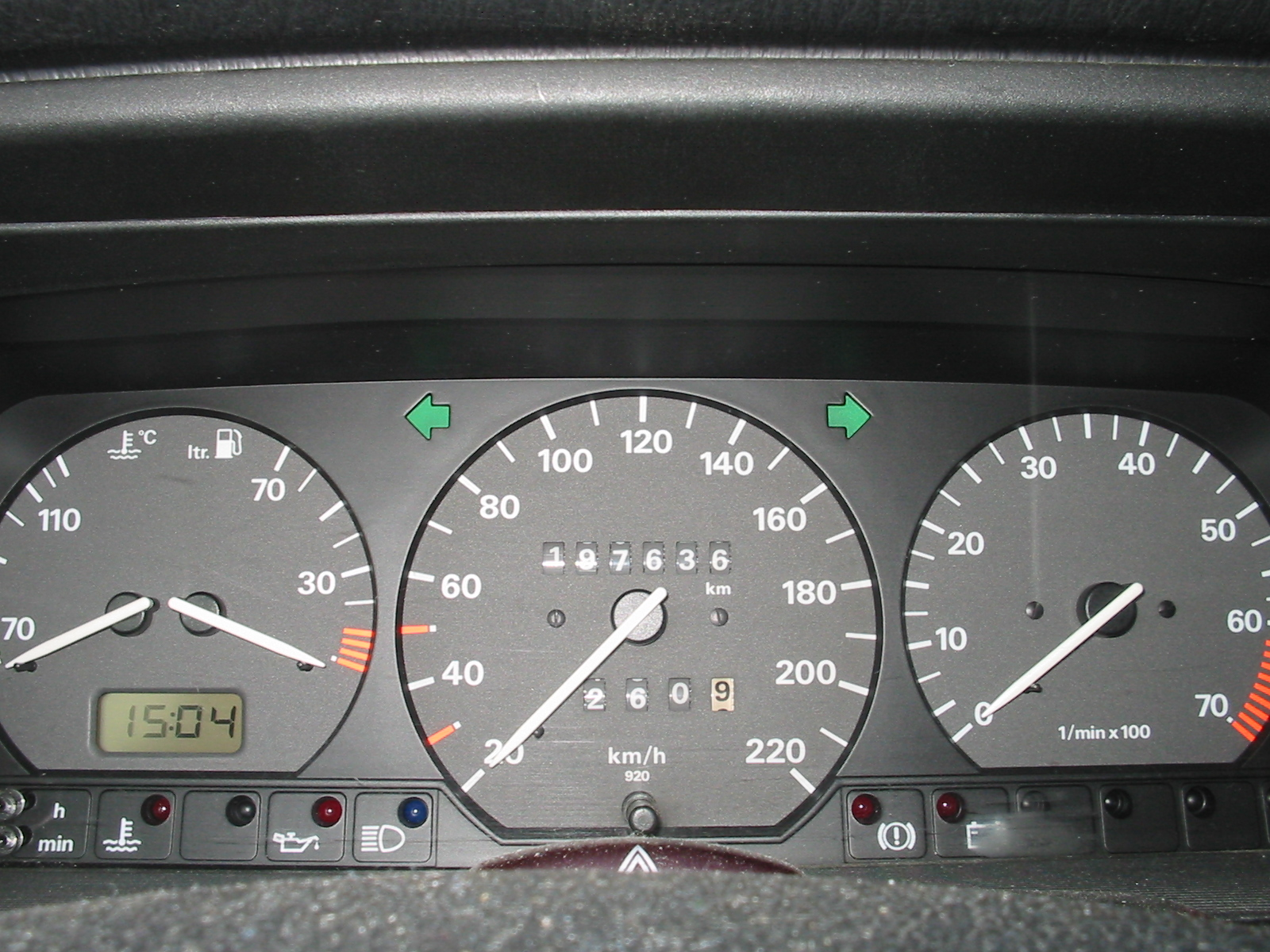
Egy autó műszerfala középen sebességmérővel km/h mértékegységgel

Egy km/h, azaz kilométer per óra annak a testnek a sebessége, amely 1 óra alatt 1 km utat tesz meg. 60 km/h átlagosan percenként egy kilométer megtételét jelenti. Az SI nem definiálja az óra fogalmát, de összeegyeztethető a másodperccel (annak 3600-szorosa), így a szabványok szerint korlátlanul használható.
Az Egyesült Államokon és az Egyesült Királyságon kívül a világ nagy részén az autók sebességmérője, a közlekedési táblák és a közlekedési szabályok is egységüknek tekintik.

## km/s

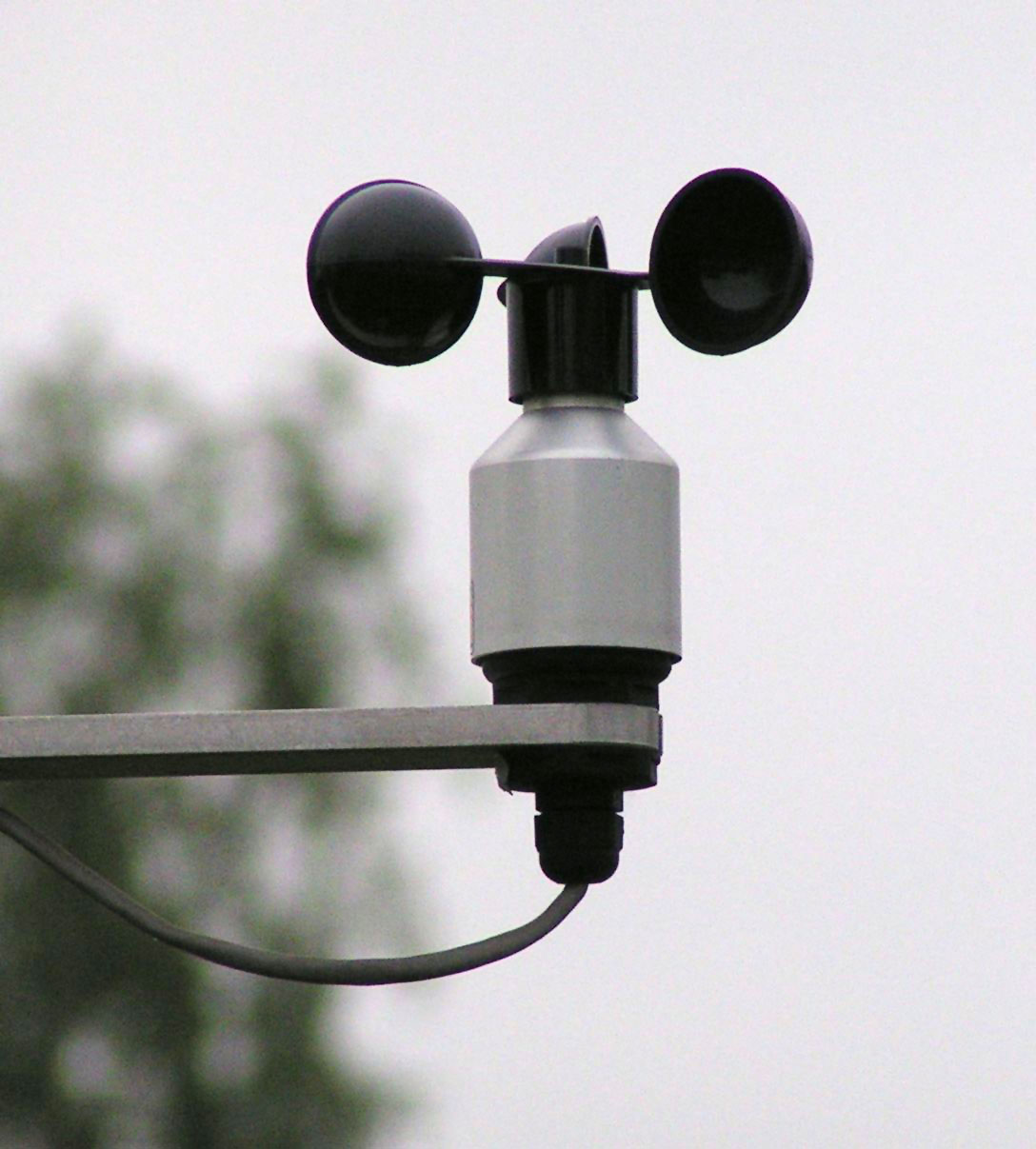
Kanalas szélsebességmérő

A km/s, azaz kilométer per szekundum csillagászatban használatos mértékegység, a m/s ezerszerese. A Föld keringési sebessége körülbelül 30 km/s.

## Csomó
A csomó a hajózás és repülés területén használt sebesség-mértékegység. A tengeri mérföld nevű hosszmértéken alapszik.
Egy nemzetközi csomó alatt egy tengeri mérföld óránként megtett távolságát értjük. Ez pontosan 1,852 km/h, tehát az SI-vel összeegyeztethető. Rövidítése: kn (knot).

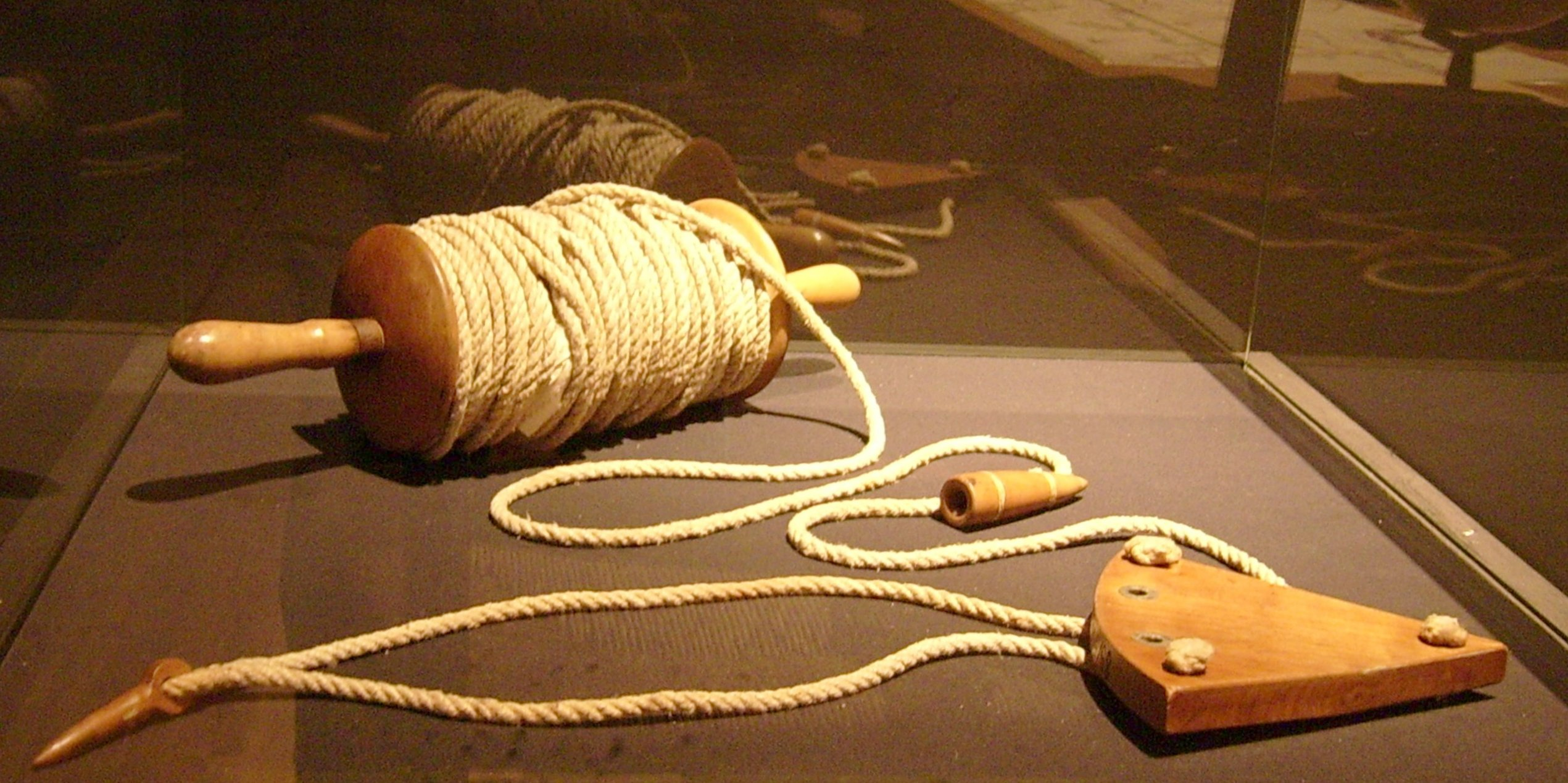
Csomómérésre használt hagyományos eszköz (a fadarabba süllyesztett ólomsúlyokkal)

A fadarab rögzítése a zsinór végén

Nevét a hajók sebességének mérési eljárása alapján kapta. Egy zsinórhoz kötött, lapos fadarabot (log) eresztettek a vízfelszínre. A fadarab a vízen nagyjából ugyanott maradt, a zsinór végéhez úgy volt felkötve, hogy az ernyőszerűen beforduljon a haladási irányba, a felszínre merőlegesen. Egy felerősített súly is segítette, hogy a felszínen merőlegesen álljon. Miközben a hajó előrehaladtával egyre több zsinór tekeredett le, amelyre szabályos közönként csomók voltak kötve, egy tengerész számolta, hogy hány csomó fut át az ujjai között fél perc alatt. Az időt egy másik tengerész homokórával mérte. A csomók 47 láb 3 hüvelykre (vagyis 14,40 méterre) voltak egymástól. Ez kevesebb, mint a pontosan kiszámolt 15,43 méter (a tengeri mérföld 1/120-ad része), mert a tapasztalatok alapján figyelembe vették a forgó orsó és a zsinór súrlódását a tengerész ujján továbbá a fadarab elmozdulását is a vízen. A később elterjedt, egyforma szemcseméretű anyagokat használó, pontosabb homokórákkal és a mai időmérőkkel mért idő inkább 28 másodperc, maradva a 14,4 méter távolságú csomóknál.
A hajók sebességét azért kellett minél pontosabban mérni, mert ha napokig felhős időben vagy ködben haladtak, nem tudtak az égitestekről szögmérést végezni, és csak a sebesség és az idő mérésének segítségével tudták helyzetüket megbecsülni. A 18–20. században ezért már ennél modernebb megoldást dolgoztak ki. Az ingaórákat csak a 18. századra tudták megfelelő mechanikával használni a hajókon mert a szél és a hullámok által okozott mozgás hatással van az inga mozgására, így a pontossága jelentősen rosszabb volt, mint a szárazföldön.
A koordináták és a távolságok könnyen átszámolható közvetlen összefüggése miatt a repülésben és hajózásban mind a mai napig megmaradt a tengeri mérföld (mint távolság) és a csomó (mint sebesség) mértékegysége.

## Mérföld/óra

A Kanadába belépő amerikai autóvezetőket az eltérő mértékegységekre figyelmeztető tábla

A mérföld/óra sebesség-mértékegység mérőszáma az óránként megtett mérföldek számát jelöli. Egy angol mérföld 1609,344 méter, vagyis 1 mérföld/óra = 1,609344 km/órával.
Az Egyesült Királyságban és az Egyesült Államokban, valamint néhány más országban a közlekedési táblákon és a sebességmérőkön is egységként használják. Ott mph vagy MPH (mile per hour) formában rövidítik, de műszaki írásokban a mi/h forma is előfordul.
Nem SI-mértékegység.

## Átváltási táblázat
|           | m/s   | km/h  | km/s       | csomó | mph   |
| --------- | ----- | ----- | ---------- | ----- | ----- |
| 1 m/s =   | 1,000 | 3,600 | 0,001      | 1,944 | 2,237 |
| 1 km/h =  | 0,278 | 1,000 | 2,778·10−4 | 0,540 | 0,621 |
| 1 km/s =  | 1000  | 3600  | 1,000      | 1944  | 2237  |
| 1 csomó = | 0,514 | 1,852 | 5,144·10−4 | 1,000 | 1,151 |
| 1 mph =   | 0,447 | 1,609 | 4,470·10−4 | 0,869 | 1,000 |